# Anton Bussemaker
Antonie Jacobus (Anton) Bussemaker (Midwoud, 1 februari 1900 - 15 december 1941 in de Zuid-Chinese Zee) was een officier in de Nederlandse Koninklijke Marine. Hij diende in de Onderzeedienst en was commandant van de Nederlandse onderzeeboot Hr. Ms. O 16.
Bussemaker studeerde in 1922 af aan het Koninklijk Instituut voor de Marine in Den Helder. Hij voerde achtereenvolgens het commando over verschillende onderzeeboten onder andere van de Hr. Ms. O 20 van 2 september 1939 - 20 september 1941 en de Hr. Ms. O 16 van 20 september 1941 - 15 december 1941. Hij was tevens flottieljecommandant onderzeeboten en commandant divisie I onderzeeboten.
In een Koninklijk Besluit van 8 januari 1942, No. 7, werd luitenant-ter-zee der 1e klasse (LTZ1) Bussemaker door Koningin Wilhelmina in het register van Ridders der 4e klasse der Militaire Willems-Orde ingeschreven omdat hij, zo heet het in de overweging van het besluit, "Als Commandant van Onze eerste divisie onderzeeboten tevens Commandant van Onze onderzeeboot "O 16" welke te dien tijde was gesteld onder de bevelen van den Commander-in-Chief Eastern Forces, op den 8sten December 1941 op de reede van Pantani onder zeer moeilijke omstandigheden 4 Japanse troepentransportschepen tot zinken gebracht." De opname in de hoogste Nederlandse ridderorde geschiedde postuum, want Anton Bussemaker was al in 1941 gesneuveld.
Bussemaker werd door de Nederlandse en de Britse regering gedecoreerd. Hij was
- Ridder der 4e klasse der Militaire Willems-Orde, 4 januari 1942[2][3]
- Ridder in de Orde van Oranje-Nassau met de Zwaarden[3]
- Het Oorlogsherinneringskruis met twee gespen[3]
- Het Onderscheidingsteken voor Langdurige Dienst als officier met het getal XV[3]
- Honorary Companion in de Distinguished Service Order van het Verenigd Koninkrijk[3]

Anton Bussemaker kwam om in zijn onderzeeboot Hr. Ms. O16, doordat deze, ten gevolge van het onder Brits commando geplaatst worden van de Nederlandse marine de beschikbare Nederlandse mijnendetectieapparatuur aan boord moest ontberen, op een Japanse zeemijn voer en zonk. Hij en zijn bemanning kregen daarmee een zeemansgraf.
Anton Bussemaker is de grootvader van de latere minister Jet Bussemaker.